# Sergio Álvarez (Fußballspieler, 1992)
Sergio Álvarez Díaz (* 23. Januar 1992 in Avilés) ist ein spanischer Fußballspieler, der seit 2018 in der Primera División für SD Eibar spielt.

## Karriere

### Verein
Nachdem Álvarez bereits in der Jugend und der zweiten Mannschaft von Sporting Gijón gespielt hatte, absolvierte er 2010 sein erstes Profispiel. Im Juli 2018 wechselte Álvarez für eine Ablösesumme von vier Millionen Euro zu SD Eibar. Dort gab er sein Debüt am 31. August 2018 gegen Real Sociedad San Sebastián. 2024 wurde der Vertrag erneut bis 2026 verlängert.